# Schloss Calbe (Saale)
Das Schloss Calbe war eine Befestigungsanlage und Nebenresidenz der Magdeburger Erzbischöfe in der Stadt Calbe (Saale). Es war zeitweilig ein wichtiges Machtzentrum in Mitteldeutschland.

## Vorgeschichte
965 war der alte Königshof Calbe durch Schenkung Kaiser  Ottos I. in den Besitz des Magdeburger Moritzstifts übergegangen. Nach der Erhebung des Stiftes 968 zum Erzbistum begann die 612 Jahre dauernde, häufige Anwesenheit der Erzbischöfe (und protestantischen Administratoren) in Calbe. Das geschah nicht nur wegen der „lieblichen Landschaft“, sondern in erster Linie wegen der sich immer heftiger emanzipierenden Magdeburger Bürger, die häufig auf Kriegsfuß mit ihren Herren standen. Am Ende des 13. Jahrhunderts entsprach die alte „Curia“ nicht mehr den landesherrlichen Ansprüchen. Außerdem war die Stadt regelrecht um den Erzbischofssitz herumgewachsen und hatte diesen eingeschlossen.

## Errichtung der Schlossfestung Calbe

Ausschnitt aus dem Stich „Statt Calbe an der Saal“ von Matthäus Merian (1644)

Nachdem er sich in seiner Hauptresidenz Magdeburg nicht mehr sicher fühlte, hatte Erzbischof Burchard III. zwischen 1314 und 1322 entgegen dem Willen der Bürger begonnen, eine neue „feste Curia“ im Nordosten Calbes errichten zu lassen.
Der Ausbau der neuen Festung unterblieb aber nach der Ermordung Burkhards. Die Anfänge einer Schlossfestung des verhassten Regenten verfielen unter tätiger Nachhilfe der Bürger rasch wieder.
1364 ließ Erzbischof Dietrich von Portitz den Bau der Befestigung wieder aufnehmen. Diesmal hatten die Einwohner Calbes nichts dagegen, da Dietrich in seiner kurzen Regierungszeit sehr viel für die Entwicklung des spätmittelalterlichen Calbe tat. Das Schloss bestand aus einem Ost-, einem Süd- und einem Nordflügel.
Es wurde zu einem Wahrzeichen Calbes und zu einem beliebten Aufenthaltsort der Landesherren.

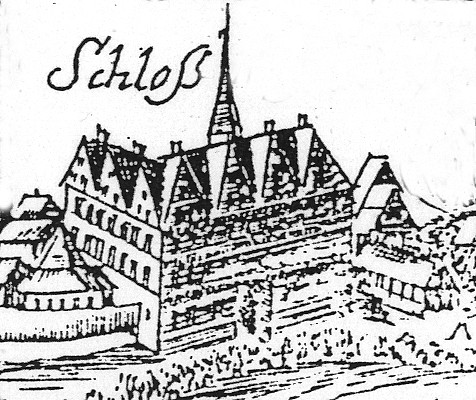
Schloss Calbe um 1700 in dem Stich „Calegia“

Die Schloss-Festung diente ihnen als
- Zweit- und Sommerresidenz,
- Fluchtpunkt bei grassierenden Seuchen, denn die Luft von Calbe galt, seit die Stadt den „Schwarzer Tod“ in der Mitte des 14. Jahrhunderts fast ohne Opfer überstanden hatte, als besonders gesund,
- Zwischenstation bei Reisen nach Halle,
- Ort für Verhandlungen mit den askanischen und sächsischen Regenten, deren Besitzungen hier ganz nahe lagen
- Tagungsort für die Landstände
und schließlich als
- Zufluchtsort in politischen Krisenzeiten, besonders wenn die Magdeburger oder Hallenser aufständisch wurden.

## Das Moritz-Schloss Calbe als Regierungs-, Tagungs- und Zufluchts-Ort

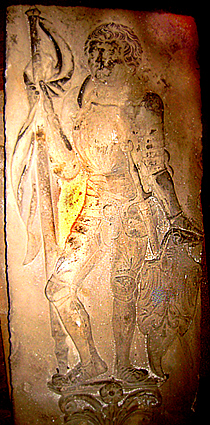
Heiliger Mauritius als Schutzpatron des Schlosses Calbe am ehemaligen Portal

Das Schloss Calbe war, wie später auch der Erzbischofssitz „Moritzburg“ in Halle, dem Schutzpatron des Erzbistums Magdeburg, dem Heiligen Mauritius (Moritz), geweiht. 1382 war der Bau noch nicht fertig, da der sinnenfrohe Erzbischof Ludwig von Meißen sein Fastnachtsfest im Rathaus feiern musste, wobei er durch einen Sturz den Tod fand.
1414 wurde der berüchtigte aufrührerische Raubritter Hans von Quitzow in der Schloss-Feste Calbe inhaftiert. Nach zwei Jahren machte er seinen Frieden mit dem Kurfürsten Friedrich I. von Hohenzollern und konnte in die Prignitz zurückkehren.
Im Laufe der Zeit war das Schloss ein beeindruckender Prachtbau mit Mauern, Gräben, Türmen und vielen gotischen Erkern geworden. Im 16. Jahrhundert wurde das Schloss mit dem Anbau des Westflügels zu einem Renaissance-Viereckbau mit quadratischem Innenhof und sieben Wehrtürmen erweitert.
Über dem Erdgeschoss befanden sich zwei obere und darüber zwei Dachgeschosse. In der nordöstlichen Ecke des Gebäudes lag die Schlosskapelle, die im 18. Jahrhundert als Kirche für die hugenottischen Einwanderer diente. In der Zeit des Ausbaues der Landesfürstentümer fanden im Moritz-Schloss Calbe immer häufiger die ständischen Landtage des Erzbistums Magdeburg statt, weil Calbe weniger anfällig für Revolten als Magdeburg erschien.

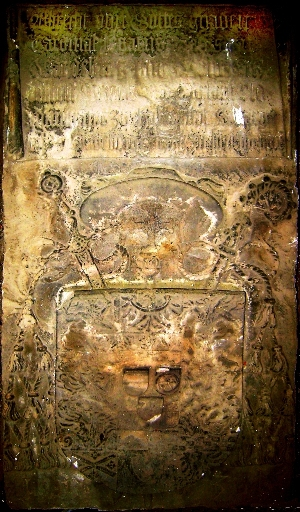
Stein am ehemaligen Schlossportal: „Albrecht von Gottes Gnaden Cardinal, legatus natus, zu Magdeburg und Mainz Erzbischof-Primas und Churfürst, Administrator zu Halberstadt, Markgraf zu Brandenburg, Herzog zu Stettin und Pomren“

In diesem befestigten Schloss suchte u. a. auch der damals mächtigste Mann im Reich, Albrecht IV. von Hohenzollern, Erzbischof von Mainz und Magdeburg, in der Zeit des Bauernkrieges Zuflucht. Zuvor hatte er hier 1517 und 1520 Briefe von Martin Luther mit den 95 Thesen und der demütigen und inständigen Bitte um Abkehr von den Ablass-Praktiken erhalten, auf die der Fürst barsch abschlägig reagierte. Als 1524 auch in Calbe eine Revolte losbrach, setzte sich Albrecht eiligst in die gerade errichtete Moritzburg nach Halle ab.
Nach dem ständischen Landtag im Januar 1541 im Moritz-Schloss Calbe und der Flucht Albrechts nach Mainz brachen alle Dämme, und am 11. Juni 1542 (am Sonntag nach Corpus Christi) fand in der St.-Stephani-Kirche Calbe der erste evangelische Gottesdienst statt.

Schlosshof um 1920

1556 fand der nächste für das Land Magdeburg bedeutsame ständische Landtag im Calber Schloss statt, auf dem der Beschluss gefasst wurde, in der gesamten Region die Reformation durchzuführen und das Kirchengut zu säkularisieren. Aus den einstmals katholischen Erzbischöfen wurden 1566 durch Glaubenskonvertierung protestantische Administratoren des Magdeburger Landes.

Schloss Calbe mit Mühlgraben um 1850

Während des Dreißigjährigen Krieges wurde das Schloss im Jahre 1625 von den Soldaten Tillys erobert. Aber besonders nach der Erstürmung durch zwei Regimenter der Kaiserlichen unter Johann von Viermund im September 1630, wurde das Gebäude schwer in Mitleidenschaft gezogen, selbst in der Schloss-Kirche fanden blutige Gemetzel statt.
Im September 1646, als sich die Kriegswalze von Calbe entfernt hatte, feierte Administrator August von Sachsen-Weißenfels im Schloss Calbe seine Verlobung mit Anna Maria von Mecklenburg-Schwerin, zu deren festlicher musikalischer Umrahmung Heinrich Schütz als Gast beitrug.

## Das Schloss Calbe als preußischer Amtsverwaltungssitz

Erinnerung an die Außenrenovierung unter König Friedrich Wilhelm I. im Jahr 1737

Als das Magdeburger Land 1680 Teil Preußens wurde, hörte das Schloss auf, ein politisches Machtzentrum zu sein. Die ersten brandenburgisch-preußischen Landesherren und Könige besuchten „Schloß und Feste Calbe“ noch einige Male, unter anderem bei Huldigungs-Feiern.

Schloss (oben) und Domänengebäude um 1935 (Postkarte)

Hier saßen nun als Verwalter des ländlichen Amtsbezirkes um Calbe die Oberamtmänner in Erbpacht. Bei einem von ihnen war 1690 und 1691 der bedeutende Frühaufklärer, Philosophie- und Sprachhistoriker Jacob Friedrich Reimmann als Hauslehrer angestellt.
Das Schloss-Gebäude selber erhielt ein immer schlichteres Äußeres, die barocken Verzierungen verschwanden aus Sparsamkeitsgründen. Übrig blieb ein schmuckloses Viereck.
Im 19. und 20. Jahrhundert war das Schloss, in dem bürgerliche Pächter herrschaftlich wohnten, Zentrum einer umfangreichen Domänen-Anlage mit landwirtschaftlichen Fabriken geworden.

## Das Ende
In den letzten Tagen des Zweiten Weltkrieges wurde das Schloss durch Brand beschädigt und 1951 trotz der Proteste der Bevölkerung und Experten restlos abgetragen, um dem Bau einer Schule Platz zu machen. Einige Memorial-Steine aus dem Schlosshof konnten gerettet werden. Wo früher das Schloss stand, steht heute das Friedrich-Schiller-Gymnasium Calbe.